# Provincia dell'Ômnôgov'
La provincia del Ômnôgov’ (in mongolo Өмнөговь аймаг) è una provincia della Mongolia. Confina a nord con la provincia del Dundgov’ e quella di Ôvôrhangaj, ad ovest con la provincia di Bajanhongor, a sud con la Cina e ad est con la provincia del Dornogov’.
Il capoluogo è Dalanzadgad, una città di 14.000 abitanti che si trova 500 km a sud-ovest di Ulan Bator.
Si trova su un territorio in gran parte costituito dalle montagne del Gurvan Sajhan Uul e del Gov'-Altaj Nuruu con cime che arrivano anche a 2.700 metri. Qui si trova anche parte del deserto del Gobi, in cui le temperature invernali notturne possono scendere fino a -50 °C.

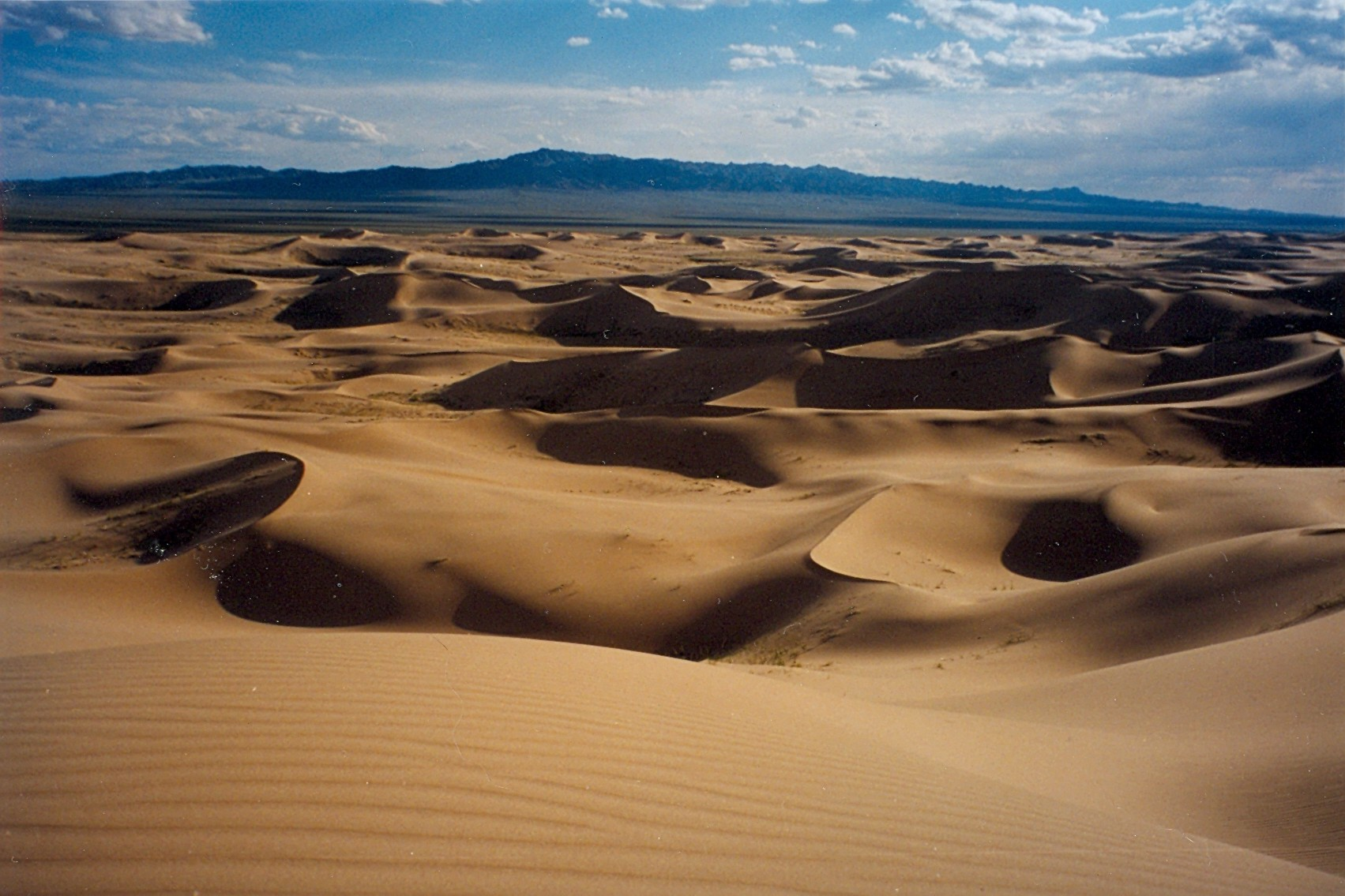
Le dune di Khongoryn Els

Include alcune zone di interesse geologico e turistico: Il Parco Nazionale Gurvan Sajhan (Гурван сайхан); le dune di sabbia di Hongoryn èls (Хонгорын элс), "le dune che cantano"; e Flaming cliffs, dove l'esploratore naturalista statunitense Roy Chapman Andrews rinvenne i primi resti fossili dei dinosauri. Il sud della provincia è ricco in giacimenti minerari di oro e rame in gran parte non ancora sfruttati, Ojuu Tolgoj è il più grande di essi.
La popolazione è prevalentemente nomade e pratica l'allevamento di cavalli, capre e cammelli. L'intera popolazione della provincia dipende dai prodotti dell'allevamento.

## Geografia antropica

### Suddivisioni amministrative
La provincia del Ômnôgov' è suddivisa nei seguenti distretti (sum):

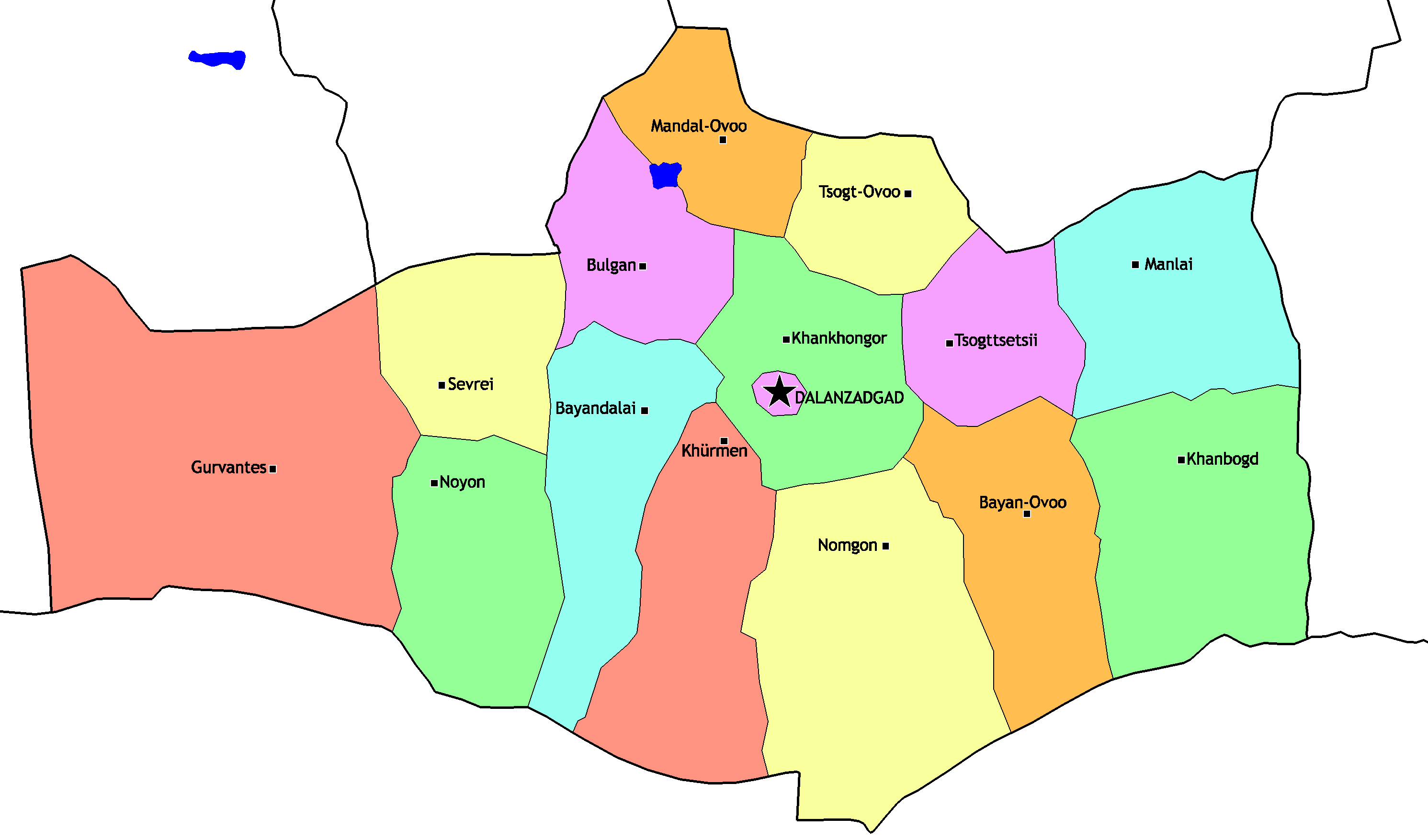
I sum della provincia del Ômnôgov’ (nella traslitterazione anglosassone)

| Sum                      | Mongolo     | Popolazione (1994) | Popolazione (2003) | Popolazione (2005) | Popolazione (2009) | Area (km²) | Densità (/km²) |
| ------------------------ | ----------- | ------------------ | ------------------ | ------------------ | ------------------ | ---------- | -------------- |
| Distretto di Bajan-Ovoo  | Баян-Овоо   | 1.577              | 1.569              | 1.539              | 1.574              | 10.474     | 0,15           |
| Distretto di Bajandalaj  | Баяндалай   | 2.125              | 2.360              | 2.338              | 2.316              | 10.751     | 0,22           |
| Distretto di Bulgan      | Булган      | 2.421              | 2.433              | 2.430              | 2.395              | 7.498      | 0,32           |
| Distretto di Cogtcėcij   | Цогтцэций   | 1.990              | 2.130              | 2.155              | 2.642              | 7.246      | 0,36           |
| Distretto di Cogt-Ovoo   | Цогт-Овоо   | 1.863              | 1.761              | 1.672              | 1.666              | 6.526      | 0,26           |
| Distretto di Dalanzadgad | Даланзадгад | 12.391             | 15.308             | 15.954             | 17.946             | 16.856     | 37,70          |
| Distretto di Gurvan tės  | Гурван тэс  | 2.983              | 3.376              | 3.524              | 4.034              | 27.967     | 0,14           |
| Distretto di Hanbogd     | Ханбогд     | 2.161              | 2.451              | 2.659              | 3.154              | 15.151     | 0,21           |
| Distretto di Han hongor  | Хан хонгор  | 2.559              | 2.931              | 2.542              | 2.376              | 9.931      | 0,24           |
| Distretto di Hùrmėn      | Хүрмэн      | 1.968              | 1.951              | 1910               | 1.796              | 12.393     | 0,14           |
| Distretto di Mandal-Ovoo | Мандал-Овоо | 2.345              | 2.166              | 2.004              | 1.954              | 6.433      | 0,30           |
| Distretto di Manlaj      | Манлай      | 2.215              | 2.422              | 2.431              | 2.450              | 12.418     | 0,20           |
| Distretto di Nomgon      | Номгон      | 2.608              | 3.045              | 3.009              | 2.869              | 19.468     | 0,15           |
| Distretto di Noën        | Ноён        | 1.417              | 1.468              | 1.390              | 1.318              | 10.550     | 0,12           |
| Distretto di Sėvrėj      | Сэврэй      | 2.216              | 2.423              | 2.309              | 2.191              | 8.095      | 0,27           |